# راناماتی
راناماتی (به لاتین: Ranamati) یک روستا در بنگلادش است که در استان باریسال و در ناحیه پیروج‌پور واقع شده‌است.